# Сцила (лек крайцер, 1940)
Сцила (на английски: HMS Scylla (98), от на английски: Scylla – Сцила) е лек крайцер на Британския Кралски флот, от времето на Втората световна война. Един от 11 крайцера на типа „Дидо“.
Поръчан е по военната програмата от 1938 г., на 18 август 1938 г., и е заложен в корабостроителницата Scotts Shipbuilding and Engineering Company в Грийнок (Шотландия) на 19 април 1939 г. Крайцерът е спуснат на вода на 24 юли 1940 г., ставайки четвъртият кораб носещ това име в британския флот. Завършването на неговото строителства е задържано във връзка със строителството на ескортни кораби, които са поставени на първо място по приоритет, а също и от замяната на 133-мм оръдия със сдвоените 114-мм QF Mark III. Влиза в строй на 12 юни 1942 г.

## История на службата
През май 1942 г. постройката на крайцера е завършена и започват приемните изпитания. След края на изпитанията, на 12 юни, крайцерът извършва преход към Скапа Флоу за служба с корабите от Home Fleet. През юли крайцерът влиза в състава на 10-та крайцерска ескадра.
През септември корабът е номиниран за длъжността флагман на бойното съпровождение на арктическия конвой PQ-18 по време на прехода му към Колския залив (операция EV). На 8 септември се присъединява към конвоя с бойния ескорт от 14 разрушителя и ескортния самолетоносач HMS Avenger, прикривани от ескортните миноносци HMS Wheatland и HMS Wilton. Далечното прикритие на този конвой е съставено от тежките крайцери HMS Norfolk, HMS London и HMS Suffolk. На 11 септември „Сцила“ се отделя с разрушителите HMS Marne, HMS Martin, HMS Meteor и HMS Milne за дозареждане в Lowe Sound, на Шпицберген, след което се присъединяват към PQ-18. На 14 септември крайцерът взема 209 оцелели, включая ранените, спасени от тралчиците HMS Harrier и HMS Sharpshooter от търговските съдове на конвоя, унищожени от въздушните атаки от момента, откакто конвоя е напуснал Исландия. На 16 септември крайцерът, с бойния ескорт и самолетоносача HMS Avenger оставя конвоя, за са се присъедини към ескорта на обратния конвой QP-14, което и прави на следващия ден. На 20 септември крайцерът се отделя от конвоя заради растящата заплаха от атаки на подводници, и Флагът е предаден на разрушителя HMS Milne. Разрушителят HMS Somali е торпилиран малко преди тръгването на крайцера и потъва на буксир три дни по-късно. Самият „Сцила“ прави преход, за да свали оцелелите, към Акюрейри, Исландия, в съпровождение на ескортните миноносци HMS Wheatland, HMS Wilton и разрушителя HMS Fury. След това се присъединява към корабите в Скапа Флоу, възобновявайки служебните си задължения с ескадрата на северозападните подходи. През октомври е посетен от премиер министъра и Стафорд Крипс в Скапа Флоу.

### Десантът в Северна Африка
На 28 октомври крайцерът е придаден към 12-та ескадра крайцери на Средиземноморския флот и се насочва с адмирал А. Б. Кънингам на борда от Плимът за Гибралтар. Кънингам плава за приемане на длъжността командир на военноморския флот на съюзниците в планирания десант в Северна Африка. На прехода „Сцила“ се съпровожда от разрушителя HMS Opportune. На 2 ноември се присъединява към ескорта на конвоя KMF-1 със самолетоносача HMS Argus, ескортния самолетоносач HMS Avenger и крайцера HMS Sheffield, за преход към Гибралтар (Операция „Факел“). На 6 ноември към конвоя се присъединява крайцерът HMS Charybdis. На 8 ноември влиза в състава на източната оперативна група в зоната на десанта. На 10 ноември взема оцелелите от шлюпа HMS IBIS. На 13 ноември товари припаси в Гибралтар, за доставката им в Алжир, което прави на 14 ноември. На 15 ноември допълва зенитната отбрана в Алжир, а след това помога в буксирането на транспорта, който блокира извън пределите на порта.
На 1 декември „Сцила“ се присъединява към крайцерите HMS Aurora, HMS Argonaut, HMS Charybdis и HMS Sirius в състава на Force Q, в Бон, цел на което е защитата на крайбрежните войскови конвои и атака над вражеските конвои за снабдяване.

### Потопяването на Rhakotis
На 25 декември крайцерът пристига в Алжир. На 28 декември се насочва за Великобритания в състава на ескорта на конвоя MKS-4. На 31 декември се отделя от конвоя, в търсене на немски блокадопробивач, засечен от самолет на 10-та sqn. на RAF при Финистере. На 1 януари 1943 г. „Сцила“ прихваща и потопява с торпеда парахода Rhakotis (6753 GRT) плаващ от Япония към френско пристанище, на позицията 45°01′ с. ш. 10°50′ з. д. / 45.016667° с. ш. 10.833333° з. д.. (Според други данни, немците сами потопяват кораба, след като британците откриват огън). Крайцерът не спасява оцелелите, поради заплаха от подводни атаки. Предприема преход за ремонт в корабостроителницата на Тайн, който продължава до средата на февруари. Ремонтът включва в себе си модификации, за носенето на арктическа служба.

### Действия в Северния Атлантик
На 15 февруари прави преход към Исландия с ескортния самолетоносач HMS Dasher. На 21 февруари усилва ескорта на арктическия конвой JW-53 с разрушителите HMS Eclipse, HMS Impulsive , HMS Fury, HMS Intrepid и полския разрушител Orkan. Остава с конвоя до 27 февруари. На 1 март се присъединява към ескорта на обратния конвой RA-53 към Колския залив. На 10 март оставя RA-53 и възобновява службата си в състава на ескадрата в състава на Home Fleet. Намира се в Скапа флоу по време на посещението на Home Fleet от краля Джордж VI. Доставя Негово Величество в Скрабстер (Scrabster), на материка.
През април продължава службата си на северозападните подходи. Спасява екипажите на 3-те самолета Fairey Swordfish от самолетоносача HMS Furious, претърпели крушение по време на учения в мъгла.
На 11 май съпровожда лайнера Queen Mary доставящ премиера за конференцията Trident във Вашингтон. На 13 май е сменен от крайцера HMS Bermuda.
На 31 май действа с крайцерите HMS Bermuda и HMS Cumberland по време на операциите за освобождаването на гарнизона на съюзниците на Шпицберген (операция Gearbox I). През юни „Сцила“ е назначен за служба в английския канал, в Плимът, за защита на каботажните конвои и поддръжка на операциите против вражеските крайбрежни конвои. На 14 юни, след края на Gearbox I, се връща в Скапа флоу и се насочва за Плимът. На 20 юни прикрива противолодъчните операции на корабите от 2-ра ескортна група в Бискайския залив с крайцерите HMS Charybdis и HMS Royalist (операциите Seaslug и Musketry).
През юли, по време на прикриване на конвоите от Великобритания за Фрийтаун и действията по прихващането на вражеските крайбрежни конвои, е атакуван с планиращи бомбами. Засича немските разрушители от типа Narvik, но по заповед на Адмиралтейството се отказва от преследване, поради заплаха от последващи атаки на бомбардировачите.

### Действия в Средиземно море
През август е преведен в Средиземно море с крайцера HMS Charybdis за замяна на крайцерите HMS Cleopatra и HMS Newfoundland, които са повредени. С пристигането си е задействан в отбраната на конвоите, базирайки се в Гибралтар. Участва в поддръжката на планирания съюзнически десант в Салерно (операция Avalanche).
През септември „Сцила“ прави преход към Малта, за да се присъедини към съединението за поддръжка от самолетоносачите (TF88). Другите кораби в TF88 са: крайцерите HMS Euryalus и HMS Charybdis легкия самолетоносач HMS Unicorn, ескортните самолетоносачи HMS Battler, HMS Hunter, HMS Attacker, HMS Stalker, ескортните миноносци HMS Cleveland, HMS Haydon, HMS Holcombe, HMS Atherstone, HMS Liddesdale, HMS Farndale, HMS Calpe и полските ескортни миноносци Slazak и Krakowiak. Участва на подготовителните маневри с Force V в TF88. На 8 септември отплава от Малта за Салерно с корабите на Force V. На 13 септември се отделя, за да натовари войски в Триполи за превозване до Салерно в качеството им на подкрепления. На 14 септември се присъединява към крайцерите HMS Charybdis и HMS Euryalus в Триполи. По време на завръщането им скоростта на кораба е принудително намалена заради вибрация в машините, предизвикана от въздушна атака с планираща бомба в Бискайския залив. На 16 септември стоварва войските. След което „Сцила“ се присъединява към крайцерите HMS Euryalus и HMS Delhi в съпровождането на повредения линкор HMS Warspite, за да усили неговата ПВО по време на прехода на буксир до Малта. На 21 септември, в Малта, са прегледани турбините на крайцера. През октомври той е свален от служба и преведен във Великобритания за ремонт на фундаментите на турбините. Посещава Девънпорт преди да влезе за ремонт в корабостроителницата в Чатъм.
Ремонтът, в хода на който крайцерът е преоборудван за служба в качеството на флагмански кораб на ескадра, продължаващ до март 1944 г. На 1 април крайцерът влиза отново в строй, в състава на 10-та крайцерска ескадра. От 6 април крайцерът преминава подготовка за оперативна служба на северозападните подходи, базирайки се в Скапа флоу. С края им се присъединява към 10-та ескадра крайцери, като флагмански кораб на контраадмирал сър Филип Виан, командващ източната морска оперативна група по време на десанта в Нормандия (операция „Нептун“). Дадена му е цел за обстрел е района Plan – Уистреам. Във връзка с това, през май, взема участие в подготовителните учения на корабите от Флота. Пребазиран е в Солент, за да се присъедини към флота на нахлуването.

### Десантът в Нормандия
На 5 юни отплава от Солент за района на Бийч Хед. На 6 юни обстрелва района на Уистреам и със завършването на стрелбата, прикрива плацдарма Sword, осигурявайки поддръжка с огъня си по време на десанта. През нощта патрулира, осигурявайки защита от надводни атаки в района на SWORD. На 7 юни е определен за координиращ център и осигуряващ нощната отбрана на плажа SWORD. На 8 юни съпровожда торпедните катери на 14-та флотилия за поставяне на минни полета в залива на река Сена, като част от операцията Maple (операция KN26). На 11 юни събира торпедните катери, разсеяни от вражеските надводни сили по време на минирането на Cap d’Antifer, за да продължат друга минна операция (операция KN28).

### Повредата от мина
На 23 юни „Сцила“ се натъква на мина, разположена на дълбочина шест фута, при плацдарма, в точката с координати 49°25′ с. ш. 0°24′ з. д. / 49.416667° с. ш. 0.4° з. д.. Крайцерът получава значителни повреди по конструкцията на кила по десния борд, прилежащ към машинните отсеци. Кожухът на турбина се спуква. Корабът остава без електроенергия. На 24 юни флагът му е пренесен на десантния кораб (щабен) HMS Hilary. На 25 юни управлението на нощната отбрана е предадено на фрегатата HMS Retalick. Самият крайцер, на буксир, е преведен в Спитхед. През юли крайцерът на буксир е преведен в Чатъм. Там, при обследването, е признато за неикономично провеждането на пълен ремонт. На крайцера така и не е завършено преоборудването му за използване в качеството на флагмански кораб за съпровождение за британския Тихоокеански флот. Към август 1945 г. крайцерът се намира на консервация в корабостроителницата в Чатъм.

### Следвоенна служба
След края на войната „Сцила“ се намира в резервния флот до 1948 г., когато е внесен в списъка за утилизация. По-късно, през същата година, той се използва като кораб мишена, а след това е продаден в BISCO на скрап в Бароу (Barrow-in-Furness), на фирмата „Викерс“. Той пристига в Breakers’ yard на 6 май 1950 г.

## Коментари
1. ↑  Всички данни са към момента на влизане в строй.